# Giuliano Rocco
Giuliano Carer Rocco (São Paulo, 18 de abril de 1993) é um nadador brasileiro.

## Trajetória esportiva
Aos 18 anos, Giuliano Rocco participou dos Jogos Pan-Americanos de 2011 em Guadalajara, no México, onde ganhou a medalha de prata no revezamento 4x200 metros livre, por participar das eliminatórias da prova. Também ficou em 11º lugar nos 400 metros livre.